# Sympetalistis petrograpta
Sympetalistis petrograpta är en fjärilsart som beskrevs av Edward Meyrick 1935. Sympetalistis petrograpta ingår i släktet Sympetalistis och familjen spinnmalar. Inga underarter finns listade i Catalogue of Life.